# Nikolaj Nikolajevič Rajevski
Nikolaj Nikolajevič Rajevski (rusko Никола́й Никола́евич Рае́вский), ruski general, * 1771, † 1829.
Bil je eden izmed pomembnejših generalov, ki so se borili med Napoleonovo invazijo na Rusijo; posledično je bil njegov portret dodan v Vojaško galerijo Zimskega dvorca.

## Življenje
Njegova družina se je v 14. stoletju preselila iz Danske v Livoniju. V 16. stoletju so pridobili poljsko državljanstvo in kralj Sigismund III. Poljski jim je v začetku 17. stoletja podelil plemiški grb.
Njegov oče, polkovnik Nikolaj Semjonovič Rajevski, je bil poveljnik elitnega Izmailovskega polka. Njegova mati, Katarina Samojlova, je bil dvorna dama in tesna prijateljica carice Katarine II.
V zgodnjem otroštvu je bil vpisan v Leib gardni Semjonovski polk; 30. aprila 1777 je bil povišan v vodnika in 1. januarja 1786 v zastavnika. 23. februarja 1789 je bil premeščen v Nižegorodski dragonski polk s činom majorja; s tem polkom se je udeležil rusko-turške vojne 1787–1792. Za zasluge je bil 1. septembra 1790 povišan v podpolkovnika in bil postavljen za poveljnika kozaškega polka.
S Nižegorodskim dragonskim polkom se je udeležil poljske vstaje leta 1792, nato pa še rusko-perzijske vojne, ki se je začela leta 1796. Po ustoličenju carja Pavla I. je bil zaradi osebnih zamer odpuščen iz vojaške službe.
Po ustoličenju carja Aleksandra I. je bil ponovno sprejet v vojaško službo in bil povišan v generalmajorja. Udeležil se je kampanje 1806-07 in finske vojne; za zasluge v zadnji vojni je bil povišan v generalporočnika.
Med patriotsko vojno leta 1812 je bil sprva poveljnik 7. pehotnega korpusa, nato pa Grenadirskega korpusa. 8. oktobra 1813 je bil povišan v generala pehote. Po Napoleonovemu porazu je imel čast vstopiti v Pariz ob boku Aleksandra I.